# Basilica di San Sebastiano (Melilli)
La basilica di San Sebastiano è un luogo di culto ubicato sul piano di San Sebastiano dell'omonima piazza a fianco della via Iblea di Melilli. È la più grande delle chiese cittadine, appartenente all'arcidiocesi di Siracusa, vicariato di Augusta - Melilli sotto il patrocinio di San Sebastiano, arcipretura di Melilli, parrocchia di San Sebastiano.
Le forme architettoniche del luogo di culto sono riprodotte in quelle dell'omonima chiesa di Middletown, negli Stati Uniti d'America. Ciò a causa dell'alto numero di melillesi emigrati nel centro del Connecticut.

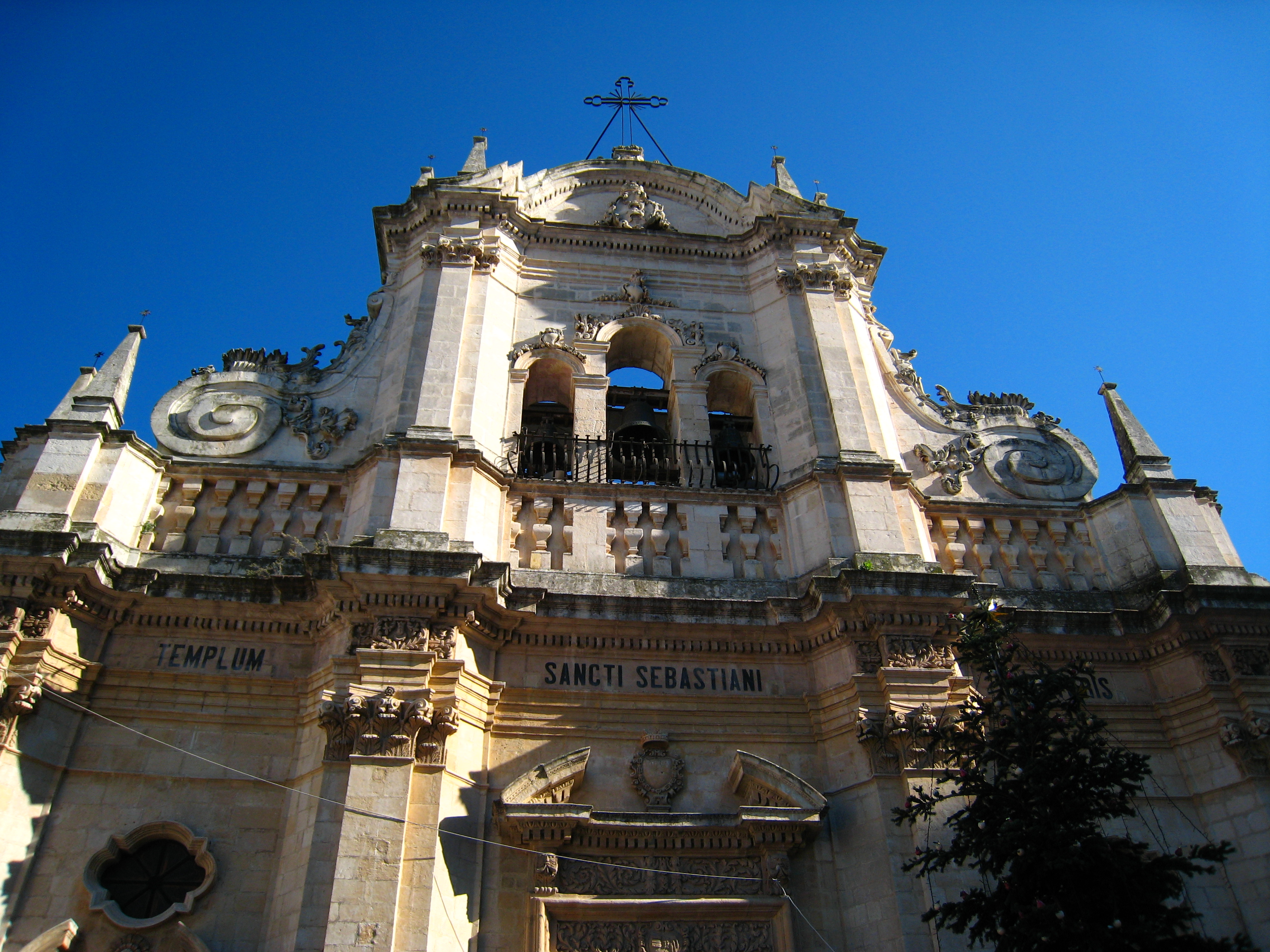
Facciata.

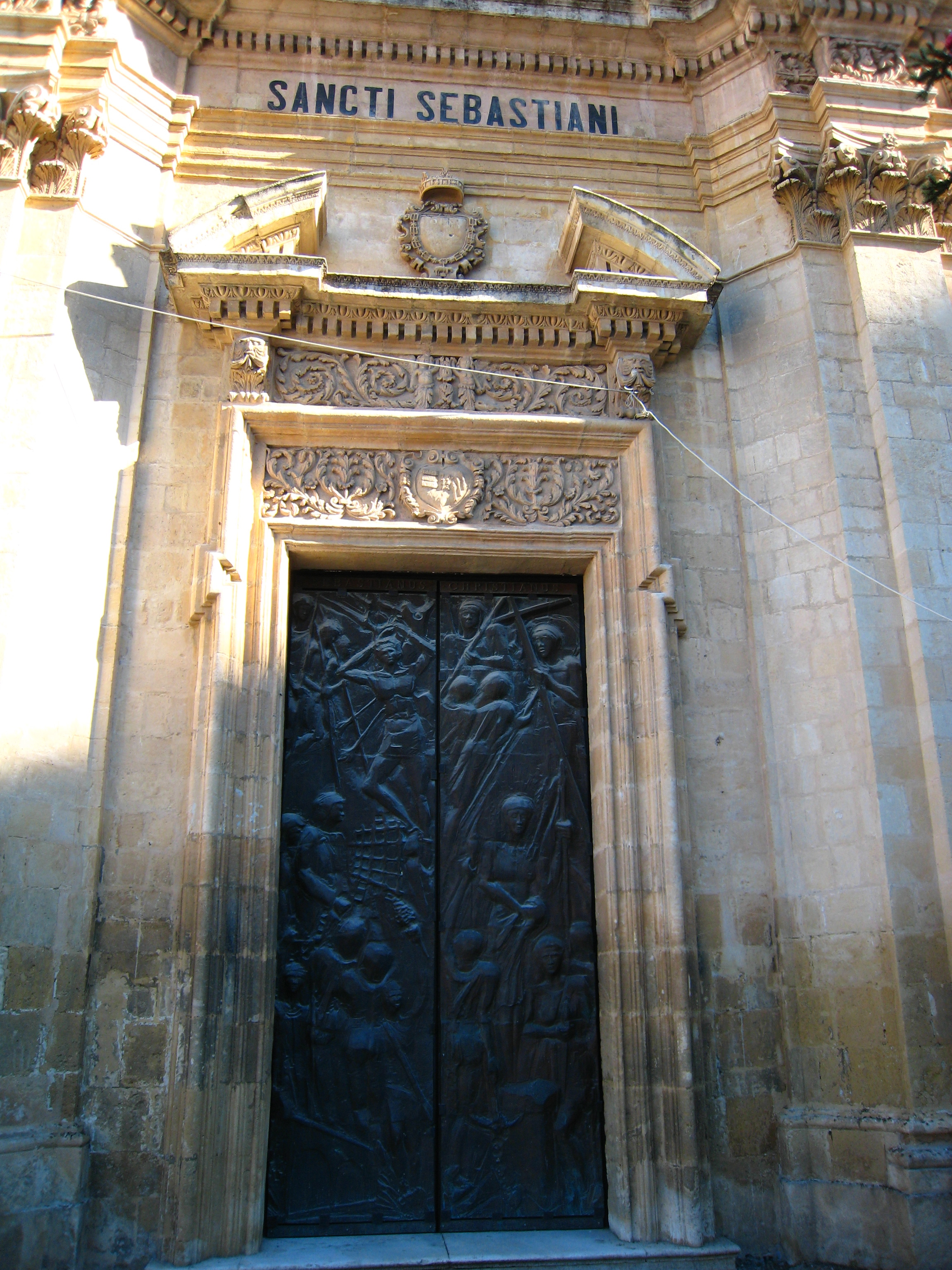
Portale.

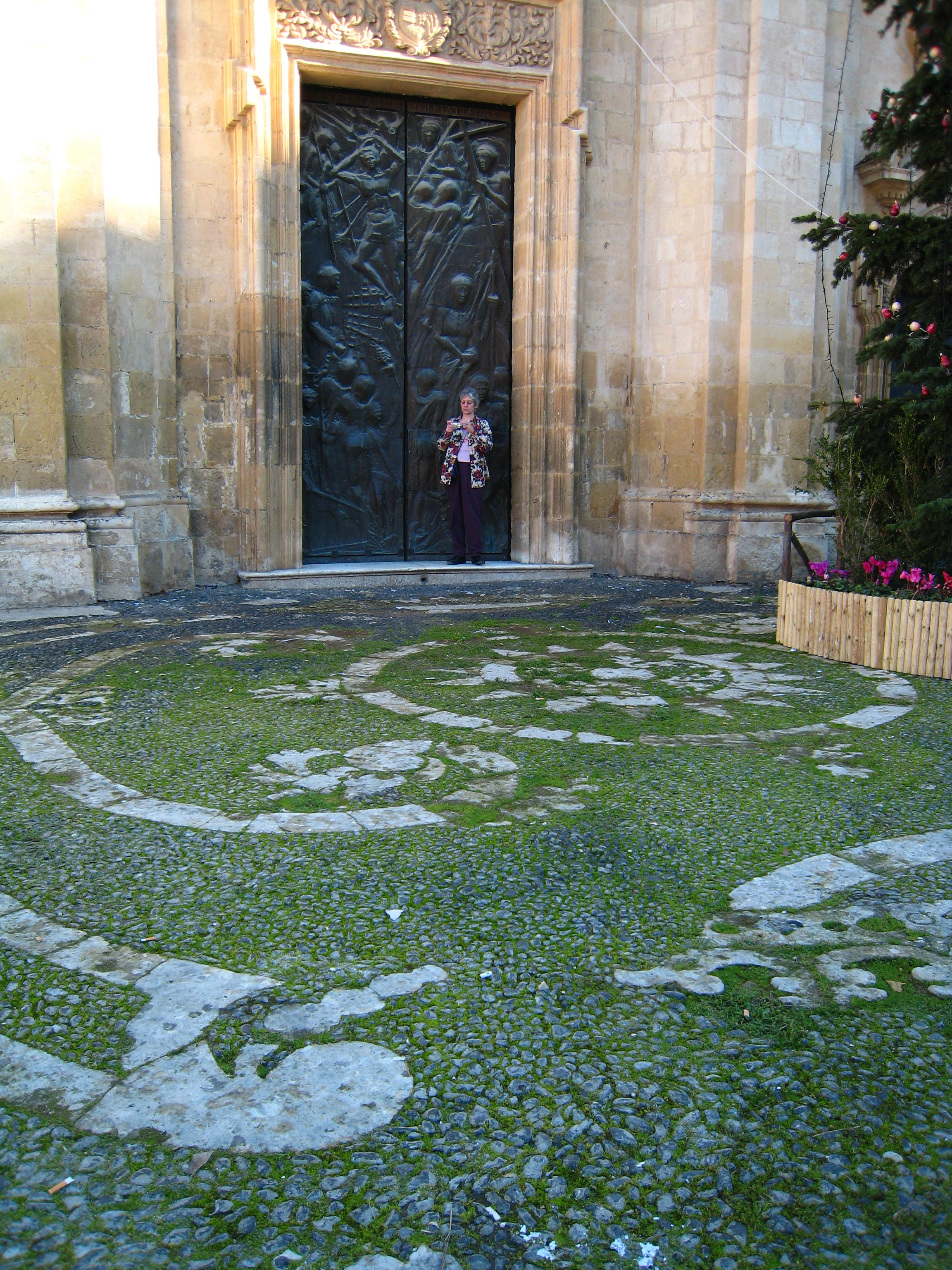
Sagrato.

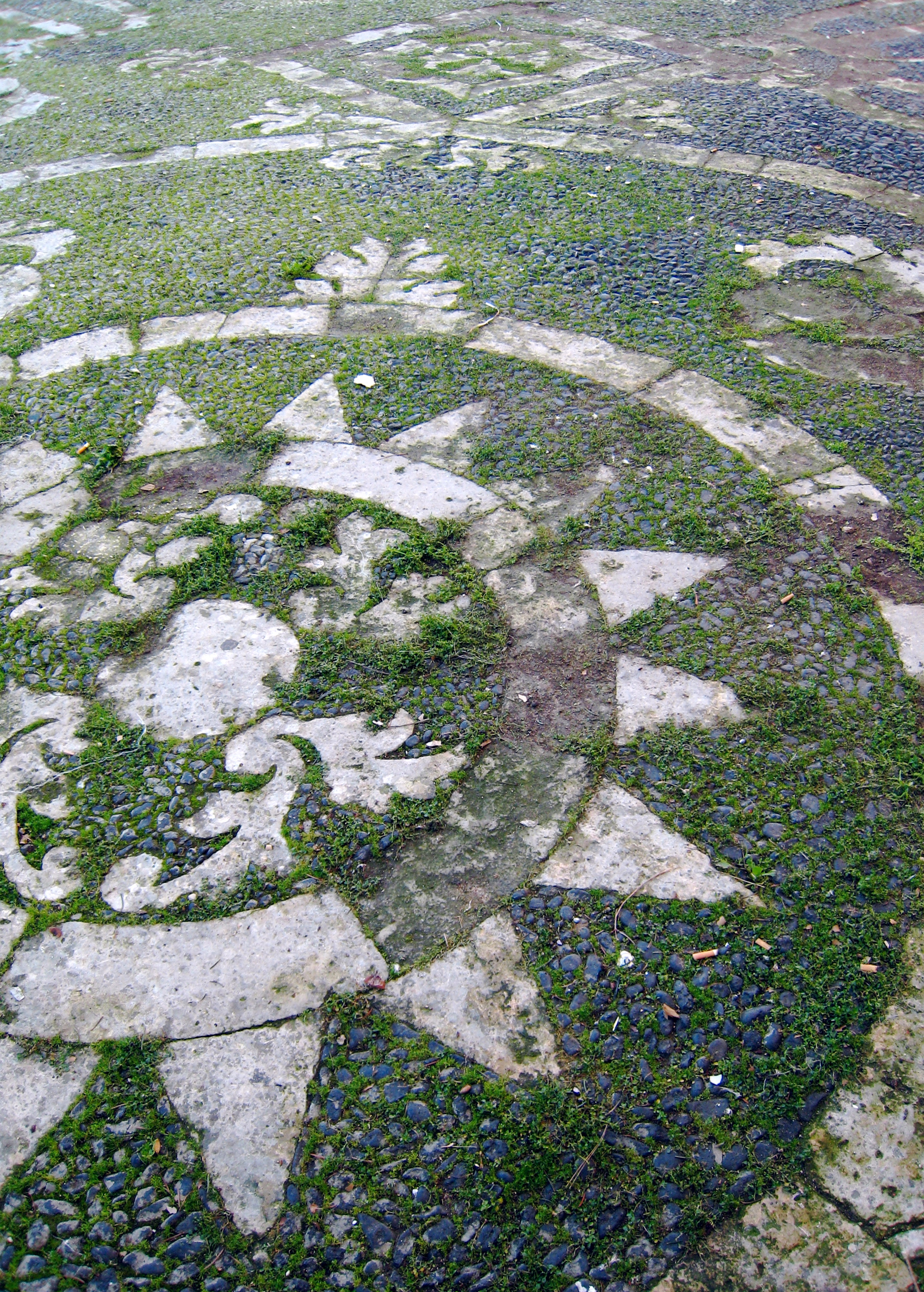
Sagrato.

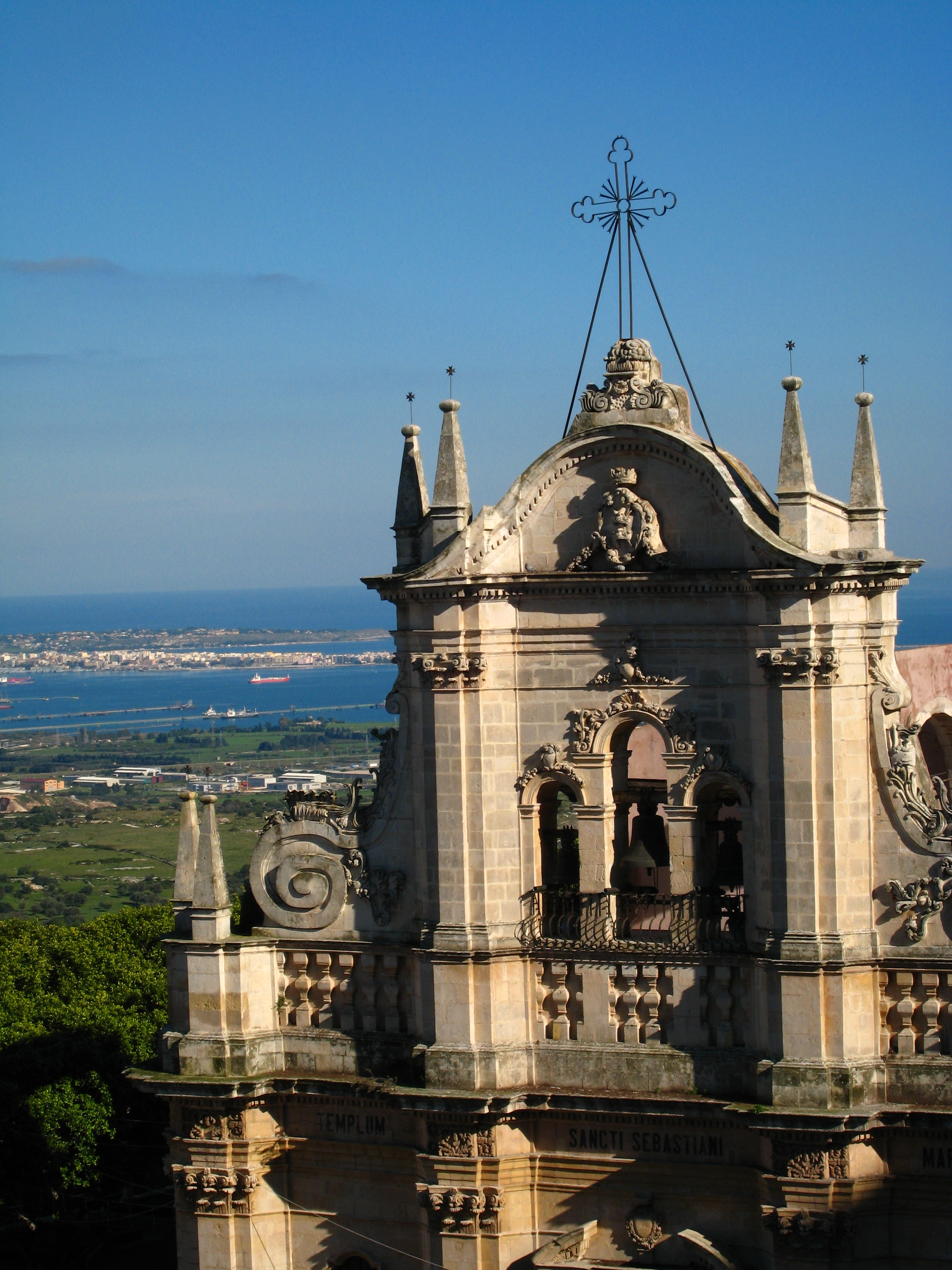
Cella campanaria.

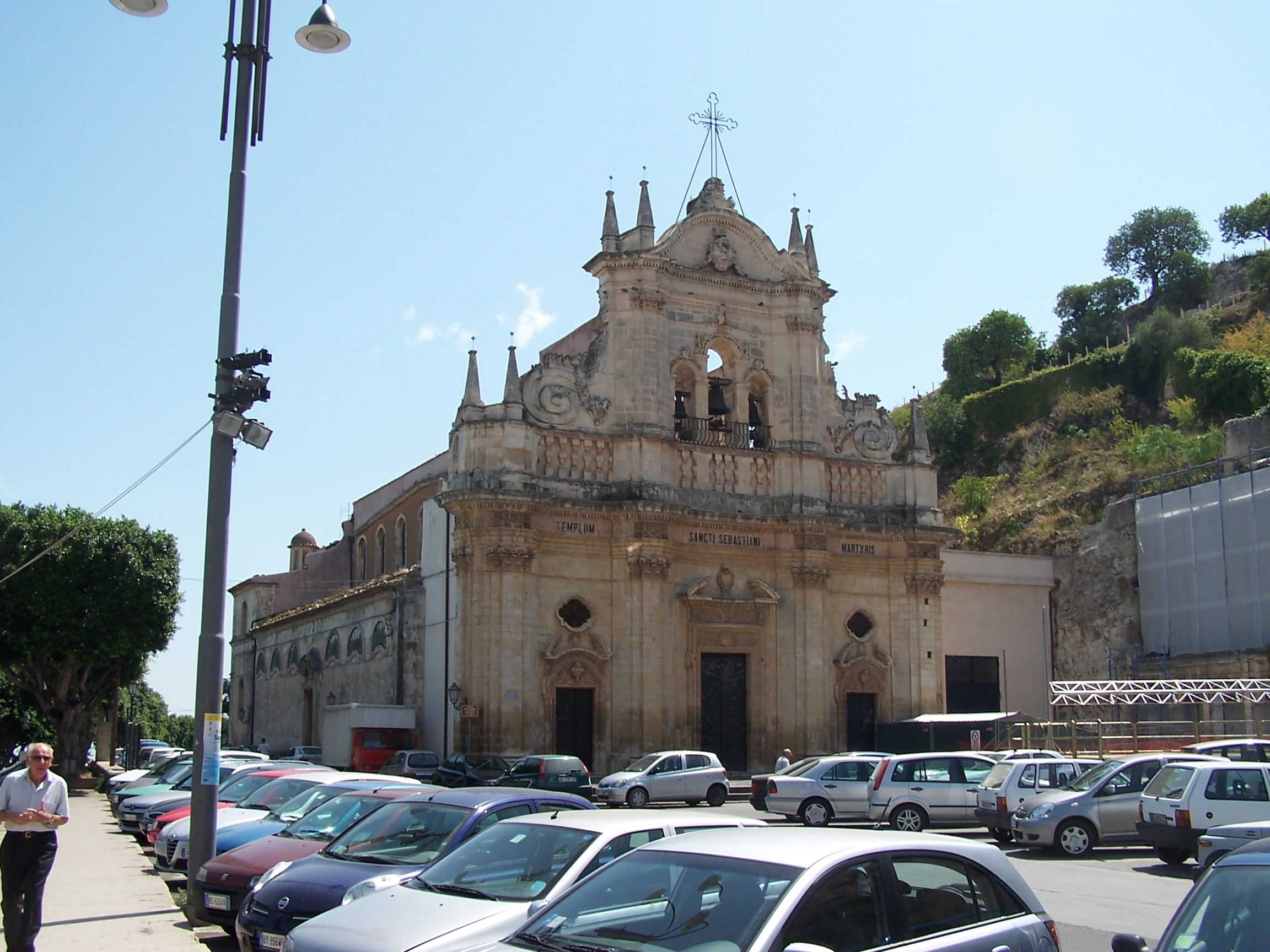
Veduta generale.

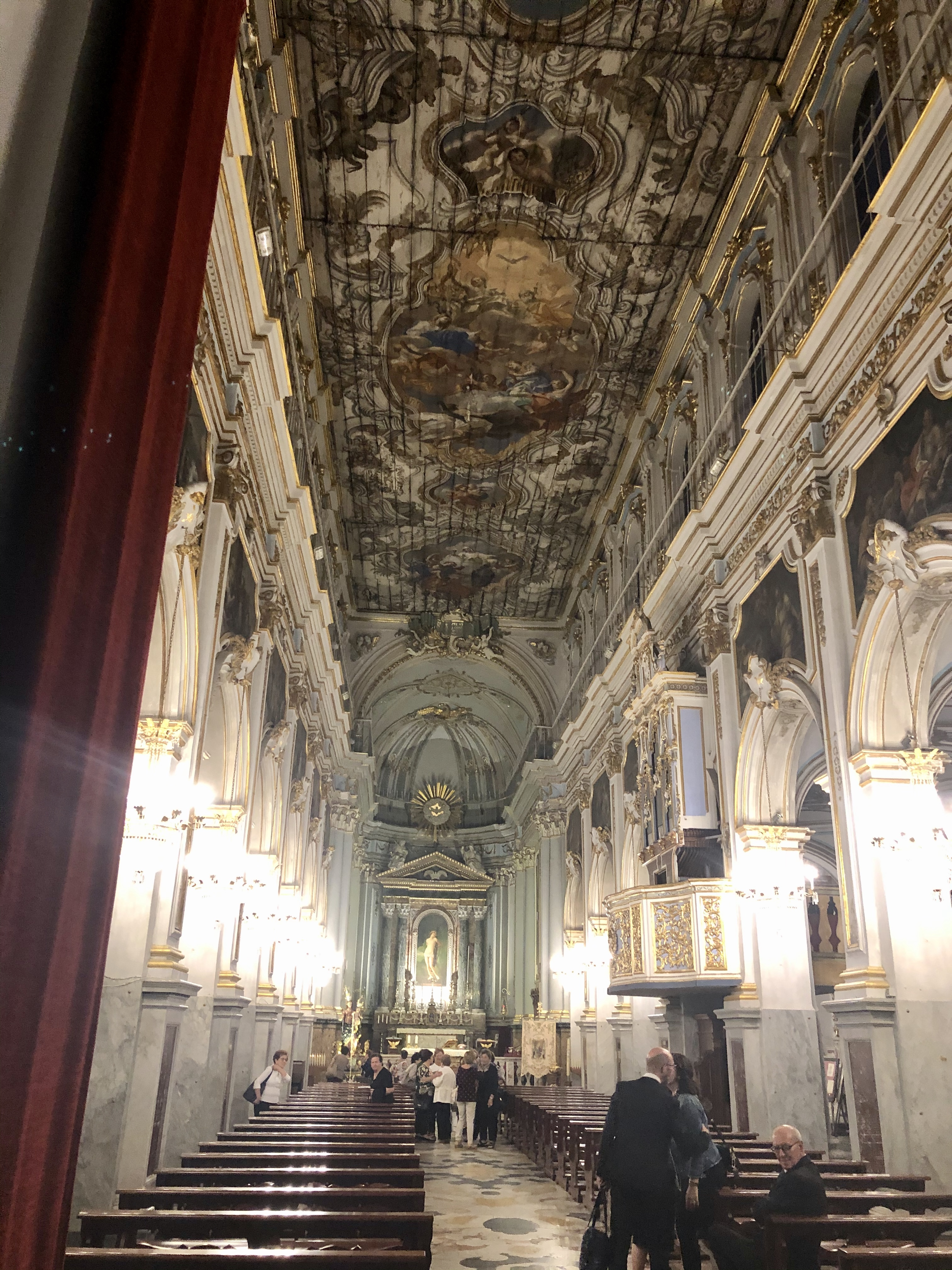
Navata.

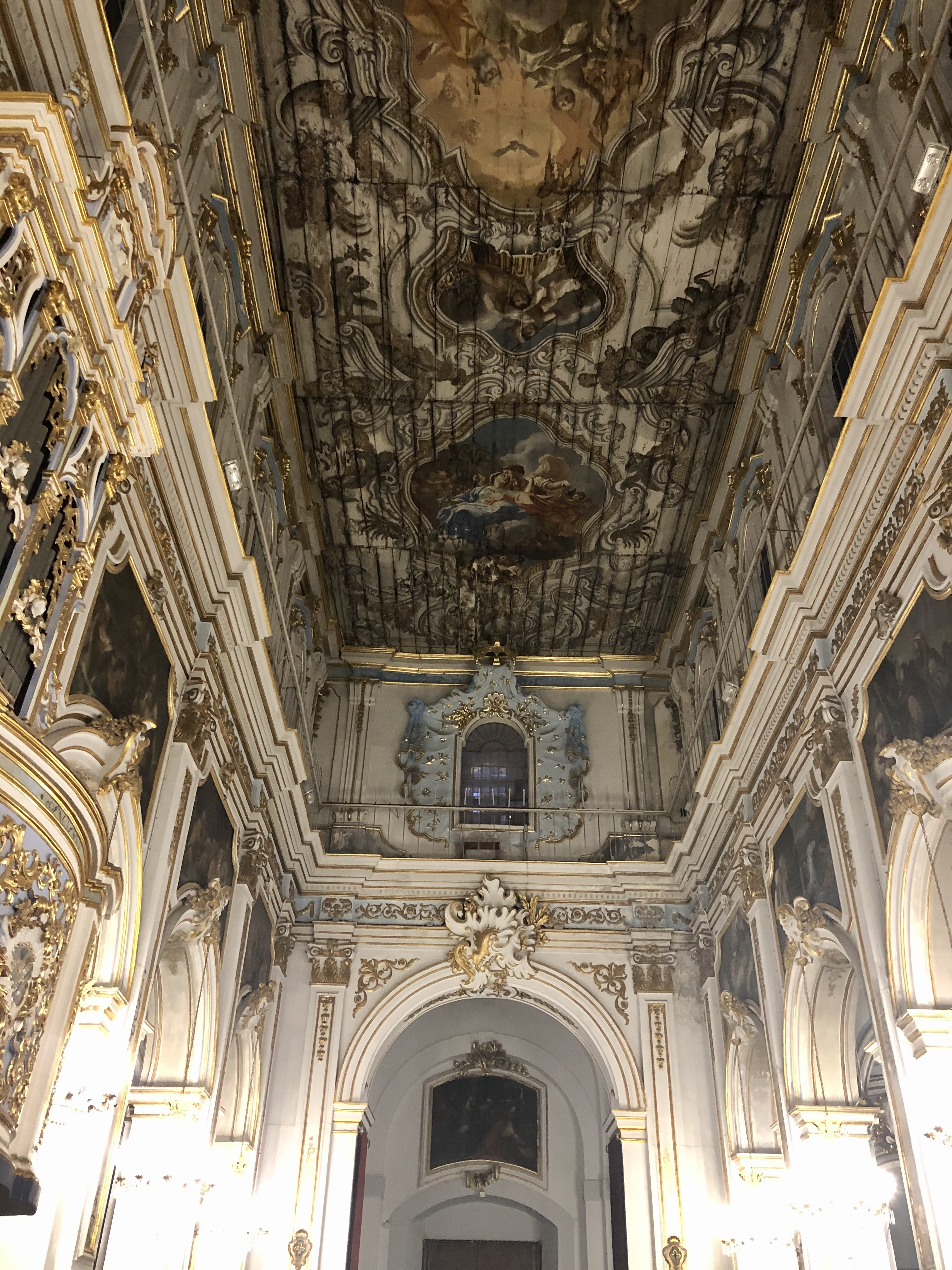
Controfacciata.

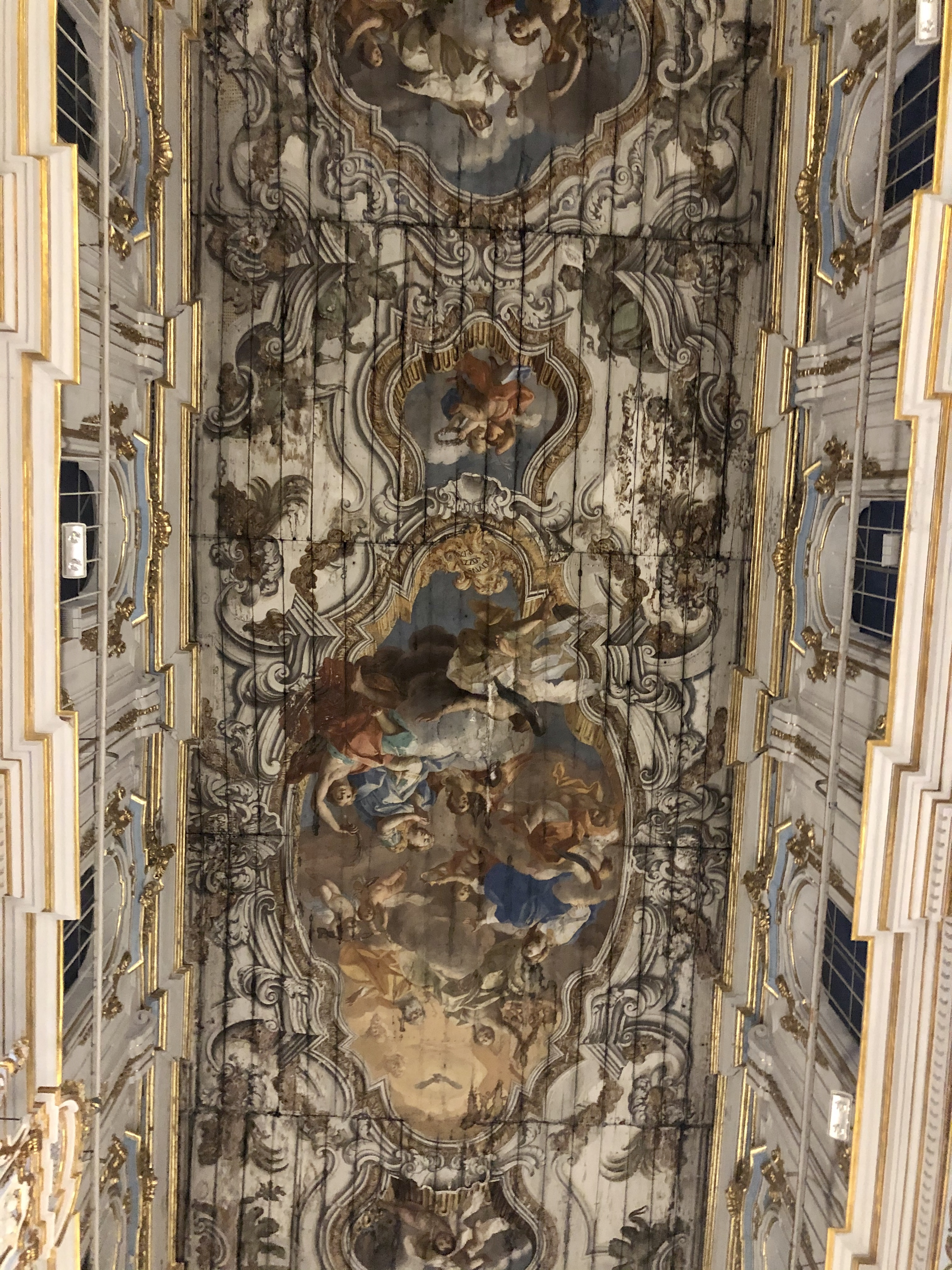
Soffitto.

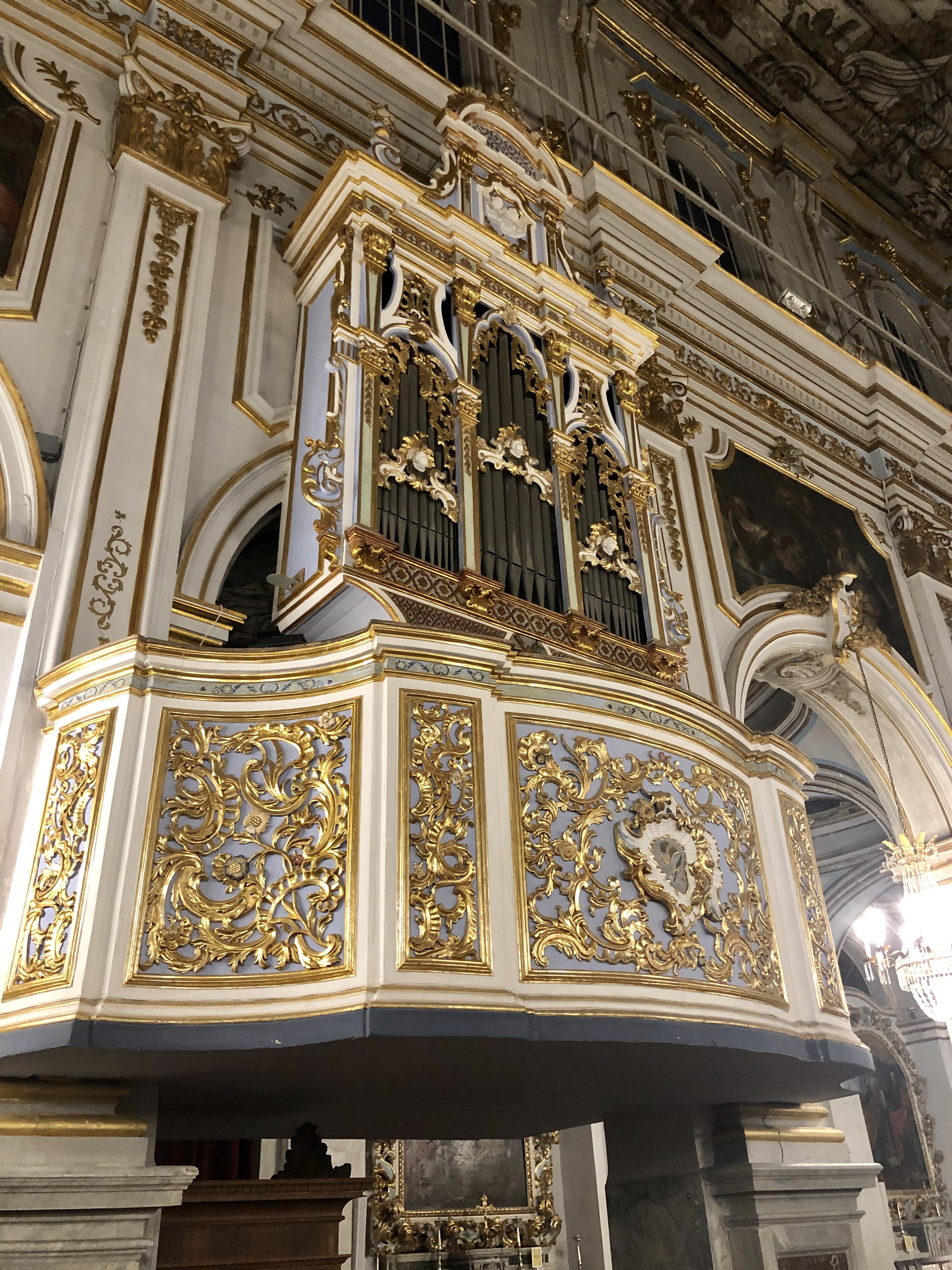
Cantoria e organo.

## Storia

### Epoca aragonese
- 1414 1 maggio, I melillesi conducono in città il simulacro.[2]
- 1585, Origine delle "Fiera del bestiame" tenuta per la ricorrenza (22 aprile - 9 maggio).[3]

### Epoca spagnola
Tempio primitivo. La prima chiesa, con la facciata rivolta verso nord, fu distrutta completamente dal terremoto del 1693, solo il simulacro di San Sebastiano rimase intatto. Della primitiva costruzione edificata a poca distanza dal sito rupestre della Grotta della Carcarella, posta sul retro della chiesa attuale, sono pervenute solo le colonne facenti parte delle strutture della canonica della parrocchia.
Nel 1718 una parte delle strutture è realizzata da Girolamo Palazzotto.
Tempio attuale. 

### Epoca contemporanea
Il 13 Dicembre 1990 col terremoto di Santa Lucia o terremoto di Carlentini del 1990 le strutture sono soggette ad interventi di manutenzione e di restauro.

## Facciata
Il sagrato con motivi geometrico – floreali di alto pregio artistico è raccordato al piano stradale da due gradini in pietra, adiacente alle strutture ubicate sul lato destro, a ridosso dell'altura, prende avvio il monumentale Loggiato.
La maestosa facciata barocca, realizzata in pietra giuggiolona, è ripartita su due ordini divisi in tre corpi. Un elaborato cornicione dalla ricca modanatura separa i livelli, sulla fascia intermedia campeggia l'iscrizione "TEMPLVM - SANCTI SEBASTIANI - MARTYRIS". I tre portali sono delimitati da eleganti cornici con decorazioni fitomorfi a festoni, sormontati da timpani ad arco spezzato, quelli laterali presentano uno stemma, rosette con decorazioni radiali e una finestra dai contorni mistilinei in posizione intermedia. L'architrave centrale, ricco di decorazioni a ghirlande e piccole erme, è sormontato da uno stemma. Una balaustra cieca delimitata da obelischi acroteriali prospettici è raccordata al corpo centrale del secondo ordine con volute e riccioli speculari. Una trifora espleta le funzioni di cella campanaria, tutti i fregi e gli ornamenti assumono connotazioni rococò. Un secondo cornicione sostiene il frontone curvilineo anch'esso delimitato da obelischi acroteriali prospettici, un basamento con volute sostiene la croce apicale in ferro battuto. L'elevazione del prospetto fu disegnata dall'architetto siracusano Nicolò Sapia nel 1762 ed i lavori furono eseguiti dai maestri muratori siciliani Luciano Alì e Carmelo Modanò. 
I tre portali della facciata e quello laterale sono stati realizzati in bronzo dallo scultore catanese Domenico Girbino. Il principale reca una scena del martirio tramite frecce, gli ingressi minori sono contraddistinti dalla presenza dei Simboli del martirio: frecce, palma (martirio) e corona (fedeltà).

## Interno
Impianto a croce latina ripartito in tre navate per mezzo di pilastri, sette campate con archi a tutto sesto per lato, due absidiole laterali senza transetto. La volta della nave principale è abbellita con apparato pittorico realizzato tra il 1759 e il 1763 da Olivio Sozzi: Gloria di San Sebastiano e la Beata Vergine mediatrice di tutte le Grazie, due medaglioni raffiguranti il Trionfo della Fede e la Pace e la Giustizia, dipinti su tela applicati al legno del soffitto. Ai margini quattro dipinti a tempera raffiguranti le virtù cardinali: Prudenza, Giustizia, Fortezza e Temperanza. Le calotte di ogni singola cappella laterale sono ricoperte con dipinti a tempera raffiguranti le Virtù: navata sinistra le allegorie Fortezza, Verginità, Devozione, Misericordia, Purezza e Obbedienza. Navata destra: Umiltà, Grazia divina, Fede, Costrizione, Castità, Vittoria e Costanza. 

### Navata destra
- Prima campata: Cappella dei Santi Pietro e Paolo Apostoli. Altare con dipinto raffigurante i Santi Pietro e Paolo, tela di autore ignoto messinese del 1773. Calotta con allegoria dell'Umiltà.
- Seconda campata: Cappella di Sant'Agata. Altare con dipinto raffigurante il Martirio di Sant'Agata, tela di Romualdo Formosa (probabile allievo del maestro napoletano Francesco De Mura) del 1765. Calotta con allegoria della Grazia divina.
- Terza campata: Cappella di San Vincenzo Ferrer. Altare con dipinto raffigurante il Miracolo di San Vincenzo Ferrer, tela di Olivio Sozzi del 1752. Calotta con allegoria della Fede cattolica.
  - Pulpito, cantoria, organo.
- Quarta campata: Varco d'accesso al Salone. Nella calotta è raffigurata l'allegoria della Contrizione.
- Quinta campata: Cappella della Maddalena. Altare con dipinto raffigurante la Maddalena penitente, tela di Placido Campolo del 1740.[1] Calotta con allegoria della Castità.
- Sesta campata: Cappella dei Santi Filippo e Giacomo Apostoli. Altare con dipinto raffigurante i Santi Apostoli Filippo e Giacomo, tela di Letterio Paladino del 1740.[1] Calotta con allegoria della Vittoria.
- Settima campata: Cappella della Deposizione. Altare con dipinto raffigurante la Deposizione o Pietà, tela di Placido Campolo del 1745.[1] Calotta con allegoria della Costanza.

### Navata sinistra
- Prima campata: Cappella del Santissimo Crocifisso. Altare caratterizzato da decorazione in stucco riproducente un drappo a baldacchino, all'interno è collocato un Crocifisso delimitato da putti. Dal baldacchino coronato una prima coppia di putti alati dispiegano il manto con motivi floreali, una seconda coppia di putti sostiene e tende il drappeggio allargato e ricadente in ricche pieghe esaltanti la frangia decorativa, che occupa tutta la parete creando un effetto scenografico di elevato impatto artistico e visivo. Tosello di Emanuele Flores e Pietro Sassi realizzato nel 1773. Calotta con allegoria dell'Obbedienza.
- Seconda campata: Cappella della Sacra Famiglia. Altare con dipinto raffigurante la Sacra Famiglia, tela di Placido Campolo del 1744. Calotta con allegoria della Purità.
- Terza campata: Cappella delle Anime Purganti. Altare con dipinto raffigurante Cristo, la Vergine e le Anime Purganti, tela di Olivio Sozzi del 1754. Calotta con allegoria della Misericordia.
- Quarta campata: Varco d'accesso, uscita laterale. Soffitto con allegoria della Devozione.
- Quinta campata: Cappella della Madonna del Pilar. Altare con dipinto raffigurante la Madonna del Pilar, tela di autore ignoto del XVIII secolo. Calotta con allegoria della Carità.
- Sesta campata: Cappella di Santa Lucia. Altare con dipinto raffigurante il Martirio di Santa Lucia, tela di Francesco Gramignani Arezzi del 1773. Calotta con allegoria della Verginità.
- Settima campata: Cappella di San Bartolomeo. Altare con dipinto raffigurante il Martirio di San Bartolomeo, tela di Antonio Filocamo del 1740. Calotta con allegoria della Fortezza.

### Absidi
- Absidiola destra: Cappella del Santissimo Sacramento. Ambiente delimitato da balaustra, altare versus absidem con elevazioni delimitato da putti, ricco tempietto marmoreo con putti e statue sommitali.
- Absidiola sinistra: Cappella della Madonna del Rosario. Sull'altare è custodito il dipinto raffigurante la Madonna del Rosario con San Sebastiano e Santi dell'Ordine dei frati predicatori di San Domenico di Guzmán, tela di Antonio Madiona del 1701.

Sull'arco presbiteriale campeggia un'aquila recante un cartiglio con l'iscrizione:
Presbiterio:

Ambiente delimitato da balaustra marmorea, coro ligneo addossato alle pareti laterali, grandi quadroni riproduzioni Alinari raffiguranti San Sebastiano predica nelle catacombe e San Sebastiano dinanzi all'imperatore Diocleziano, calotta decorata con apparato in stucchi e raggiera.
- Altare maggiore. La sopraelevazione dell'altare versus absidem è costituita da una coppia di colonne binate sormontate da capitelli corinzi a sostegno di timpani sovrapposti e spezzati, all'interno la raffigurazione dei simboli del martirio: Corona e Palme. Sulle cimase del timpano sono adagiate le due statue raffiguranti la Fede e la Fortezza.[1] Sul paliotto della mensa la raffigurazione della Pia vedova Irene che medica San Sebastiano ferito, opera marmorea dello scultore palermitano Ignazio Marabitti,[1] l'intero progetto architettonico diretto dal figlio, professore e architetto, Domenico Marabitti.

Nell'edicola centrale è collocato il dipinto raffigurante il Martirio di San Sebastiano, copia dell'originale di Olivio Sozzi distrutto nel 1946, opera di Giovanni Valenti da Niscemi 1992. Il quadro cela la nicchia ove è riposta la statua del bimartire. Il venerato simulacro è svelato durante i due cicli di ricorrenze liturgiche.

## Opere
Arazzi di Francesco Gramignani Arezzi realizzati a Catania nel 1761, i manufatti raffigurano vari episodi della vita di Mosè.
- Mosè salvato dalle acque dalla figlia del faraone.
- Mosè educato nella corte del faraone.
- Mosè uccide un egiziano per difendere un suo connazionale.
- Mosè e il roveto ardente.
- Mosè porta al faraone l'ambasciata di Dio.
- Mosè in preghiera sul monte con le braccia alzate.

Una parte di essi non presenta i pregi artistici dei primi, pertanto è verosimile l'intervento di aiutanti di bottega: 
- Dio parla a Mosè sul Sinai.
- Passaggio del popolo ebreo per il Mar Rosso.
- Mosè batte con la verga la roccia e ne fa scaturire l'acqua.
- Vitello d'oro adorato dagli ebrei.
- Gli esploratori tornano dalla terra promessa portando i ricchi frutti di essa.
- Morte di Mosè.

Fercolo con cupolino sorretto da quattro colonne, colonna del martirio, manufatti argentei realizzati nel 1768 fratelli Lo Giudice, argentieri - orafi messinesi.

## Sacrestia
La biblioteca custodisce preziosi incunanboli e ricco mobilio intarsiato.
Sulla volta sono presenti gli affreschi di Sebastiano Lo Monaco raffiguranti i Profeti del 1788. 
- San Sebastiano nelle catacombe conforta Marco e Marcellino, dipinto su tela di Olivio Sozzi.
- San Sebastiano dinanzi a Diocleziano dopo il martirio delle frecce, dipinto su tela di Olivio Sozzi.
- San Sebastiano e il secondo martirio di autore ignoto del secolo scorso.
- San Sebastiano da la parola a Zoe di autore ignoto del secolo scorso.

## Feste
- 20 gennaio dies natalis, Festa di San Sebastiano. Funzioni liturgiche e itinerari processionali documentati.[1][3]
  - 3 - 4, 11 maggio, I Nudi, tradizionale omaggio devozionale e riti di venerazione documentati. Funzioni liturgiche e itinerari processionali documentati.[9]